# Grabie
Grabie (Chlewiotki, Grabia, Grabic, Graby, Kocina, Rastrum, Szczuki) was een Poolse heraldische clan (ród herbowy) van middeleeuws Polen en later het Pools-Litouwse Gemenebest. Grabie betekent hark. De clan vindt zijn oorsprong in het Koninkrijk Bohemen. Het zegel van Jerzy z Kocina uit 1345 wordt gezien als het oudste Grabie-zegel. De eerste schriftelijke vermelding stamt uit 1398.
De historicus Tadeusz Gajl heeft 156 Poolse Grabie clanfamilies geïdentificeerd.

## Telgen
De clan bracht de volgende bekende telgen voort:
- Lipski
  - Andrzej Lipski, bisschop
  - Jan Aleksander Lipski, kardinaal en ridder in de Orde van de Witte Adelaar
  - Józef Lipski, generaal-majoor
  - Józef Lipski, generaal
  - Józef Lipski, politicus en diplomaat
- Stanisław Szczuka, staatsman

## Galerij

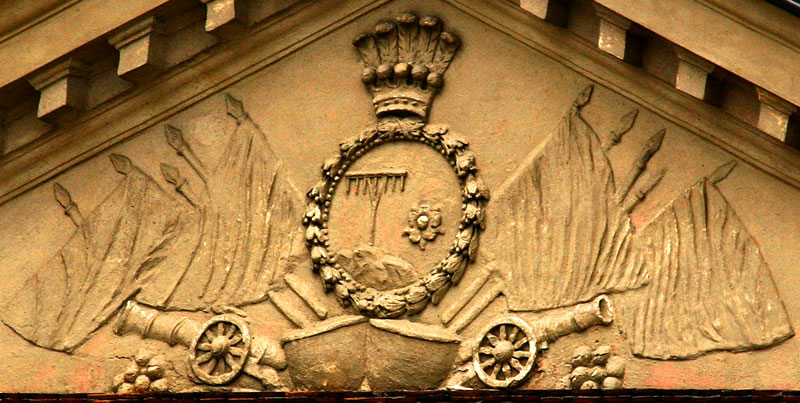
Het wapen van Grabie op het paleis in Czerniejew